# Luboczanka
Die Luboczanka (früher Leśnica) ist ein kleiner Fluss in der Woiwodschaft Łódź im Zentrum Polens. Sie hat eine Länge von 21,4 Kilometern und ist ein linksseitiger Nebenfluss der Pilica. Die Luboczanka entspringt im Dorf Wielka Wola (Czerniewice) und mündet 2 km südöstlich des namensgebenden Dorfes Lubocz (Rzeczyca) in die Pilica.
Die Luboczanka fließt durch weitestgehend ackerbaulich genutzte ebene Flächen mit wenig Gefälle und mäandriert daher mitunter stark. Bis auf die ersten 2 km ist ihr Uferbereich nahezu durchgängig von Bäumen und Gebüsch bestanden. Entlang ihres Laufes zwischen Wielka Wola und Lubocz liegen die Dörfer Annów, Mała Wola, Dzielnica, Brzozów, Kanica, Wiechnowice, Bartoszówka und Bobrowiec. Von all diesen Dörfern erstrecken sich nur Wielka Wola und Lubocz auf beide Seiten der Luboczanka. Bis Dzielnice durchfließt sie das Gebiet der Gemeinde Czerniewice, ab Brzozów bis zur Mündung das der Gemeinde Rzeczyca, beide im Landkreis (Powiat) Tomaszów gelegen. Im Mündungsgebiet wurde in den 1970er Jahren zur besseren Verbindung von Warschau und Krakau die Schnellstrecke Zentrale Eisenbahnmagistrale erbaut. Sie überquert sowohl die Luboczanka 800 m vor deren Mündung wie auch 1,4 km weiter südlich die Pilica.
Im Geographischen Lexikon des Königreiches Polen von 1884 ist die Luboczanka unter ihrem früheren Namen Leśnica verzeichnet. Im Eintrag Leśnica führt das Lexikon aus, dass dieser in die Pilica mündende Fluss im „Alten Polen“ (bis 1795) die Grenze zwischen den damaligen Woiwodschaften Łęczyca und Rawa bildete und es sich hierbei „wahrscheinlich“ (poln.: prawdopodobnie) um das Flüsschen handele, das zwischen Inowłódz und Nowe Miasto von links in die Pilica mündet. (Inowłódz liegt 17 km südwestlich der Mündung, Nowe Miasto 10 km östlich.) Trotz des geringen Gefälles gab es bereits um 1800 mehrere Mühlen entlang des Flusslaufs.